# Фахардо
Фахардо (ісп. Fajardo, МФА: [faˈxaɾðo]) — муніципалітет Пуерто-Рико, острівної території у складі США. Заснований 1772 року.

## Географія
Площа суходолу муніципалітету складає 80 км² (53-є місце за цим показником серед 78 муніципалітетів Пуерто-Рико).

## Демографія
Станом на 2010 рік на території муніципалітету мешкало 36 993 ос.
Динаміка чисельності населення:

## Релігія
- Центр Фахардо-Умакаоської діоцезії Католицької церкви.

## Населені пункти
Найбільші населені пункти муніципалітету Фахардо:
| Населений пункт | Статус | Населення :   | Населення :   | Населення :   |
| Населений пункт | Статус | на 01.04.1990 | на 01.04.2000 | на 01.04.2010 |
| --------------- | ------ | ------------- | ------------- | ------------- |
| Фахардо         | Місто  | 31 659        | 33 286        | 28 930        |
| Лас-Кроабас     | Селище | н/д           | н/д           | 1 053         |
| Луїс-М. Сінтрон | Селище | 1 926         | 2 634         | 2 290         |